# Ritsuko Kawai
Ritsuko Kawai (河井 リツ子, Kawai Ritsuko, Toyonaka, 3 maart 1964) is een Japans mangaka. Ze is bekend van Hamtaro, een verhaal over een hamster en zijn vriendjes. Kawai creëerde Hamtaro oorspronkelijk als een kinderboek in 1997. In juli 2000 werd het boek verwerkt tot een anime. Desondanks diens populariteit werd de reeks uiteindelijk stopgezet. Later werd de reeks omgezet tot verscheidene computerspellen, waaronder voor de Game Boy Advance.
Buiten Hamtaro heeft Kawai ook andere shojo manga getekend. Deze werden gepubliceerd in het tijdschrift Ciao.
- Bibliothèque nationale de France: cb14551345n (data)
- International Standard Name Identifier: 0000 0000 0295 5557
- MusicBrainz: 88c70f33-d3f0-43c0-baa9-ed3cd15ba3f3
- Bibliotheek van het Japanse parlement: 00273088
- Virtual International Authority File: 269753210